# Barbarakapelle (Lölling)

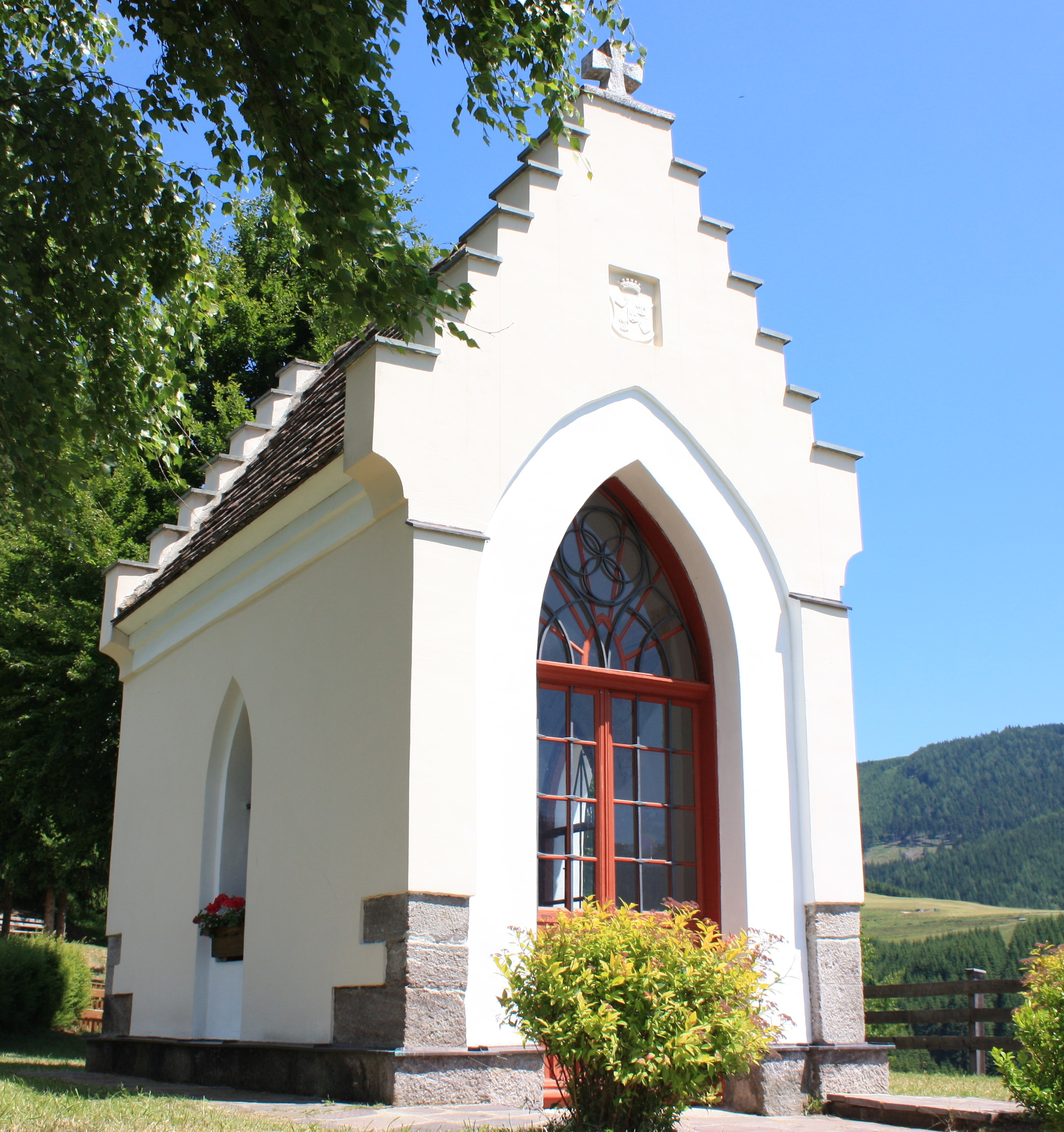
Barbarakapelle

Die Barbarakapelle steht in 1142 Meter Höhe in Lölling Sonnseite in der Gemeinde Hüttenberg. Sie wurde 1862 von Bergknappen mit Hilfe der Gewerkenfamilie Dickmann-Secherau erbaut. Ein steiles Satteldach zwischen zwei Treppengiebeln bedeckt den neugotischen Bau. Über dem breiten spitzbogigen Südportal ist ein Marmorrelief mit dem Wappen der Freiherren Dickmann-Secherau angebracht.
Bis zum Ersten Weltkrieg hing eine Glocke auf einem  Querbalken zwischen zwei Fichten.
Eine silberne Monstranz, einige silberne Kerzenleuchter sowie das Ewige Licht fielen 1929 einem Diebstahl zum Opfer. Davon wurde nur das ewige Licht in Form einer offenen Messing-Grubenlampe ersetzt, welche aber in den 1970er Jahren neuerlich gestohlen wurde.
Das ursprüngliche Altarbild mit der heiligen Barbara wurde Ende der 1950er Jahre restauriert und in die Filialkirche Knappenberg überstellt. In der Kapelle hängt jetzt eine verkleinerte Fotokopie des Bildes auf Leinwand.